# Uroptychus edisonicus
Uroptychus edisonicus is een tienpotigensoort uit de familie van de Chirostylidae. De wetenschappelijke naam van de soort is voor het eerst geldig gepubliceerd in 1998 door Baba & Williams.